# Romanesco (dialecto)
El romanesco o neorromanesco es una variante del italiano central y está relacionado con el dialecto toscano y al italiano estándar.
Existe un apreciable conjunto de diferencias gramaticales e idiomáticas entre el romanesco y el italiano estándar. Rico en expresiones coloquiales, el romanesco suele usarse para situaciones informales entre muchos hablantes nativos de Roma.

## Historia
En varios manuscritos medievales se ha podido observar que el dialecto de Roma y el hablado en el sur de Italia, especialmente en la región de Campania y en el área de Nápoles, eran muy similares. A partir del siglo XVI, el romanesco recibió una fuerte influencia del toscano (variante arcaica del italiano moderno) hablado, mientras que en el Mezzogiorno el toscano influenciaba el dialecto local principalmente de manera escrita, a través de la administración, los estudios y la literatura, sin afectar particularmente el hablado.

## Difusión
En un principio el romanesco se hablaba únicamente dentro de los muros de la ciudad, mientras que los centros de los alrededores tenían sus propios dialectos, aunque estrechamente relacionados con el romanesco. Con el paso del tiempo, los dialectos de los pueblos cercanos a Roma se han ido adaptando gradualmente al romanesco hablado en la ciudad.

## Pronunciación
La pronunciación del romanesco es muy similar a la del italiano estándar.
- En este dialecto, la letra "J" se usa ampliamente y se pronuncia [ʝ]. Esta letra aparece entre dos vocales sustituyendo al conjunto "gl", sonido [ʎ]. Ejemplos de este fenómeno se pueden ver en palabras como "figlio" [ˈfiʎːo] ('hijo' en italiano estándar), que en romanesco es "fijo" [ˈfiʝːo].

- La letra "C" seguida por -e o -i tiene un sonido entre la [tʃ] ("CH" española) y [ʃ] ("SH" inglesa). Por ejemplo, la palabra "cielo" se pronuncia [ˈtʃɛlo] pero [ˈʃɛlo] si intervocálica.

- La "RR" (pronunciada [r], igual que en español) del italiano estándar en romanesco no existe. Palabras como "birra" o "terra" en romanesco son "bira" y "tera". Este fenómeno es muy reciente, posterior al siglo XIX.
- Existe un caso de rotacismo, la [r] toma el lugar de la [l] toscana cuando va seguida de cualquier otra consonante. Por ejemplo: la palabra para "dinero" se pronuncia sòrdi [ˈsɔrdi], en lugar soldi.
- En romanesco, [b] y [dʒ] siempre son geminadas cuando están seguidas de una vocal. Por ejemplo: vagabbonno [vaɡaˈbːonːo] en lugar del italiano estándar vagabondo.

## Ejemplos
| Romanesco                               | Italiano                                            | Español                                             | Catalán                                               |
| --------------------------------------- | --------------------------------------------------- | --------------------------------------------------- | ----------------------------------------------------- |
| Ao, anvedi chi sta a ariva!             | Ehi, guarda chi sta arrivando!                      | ¡Eh, mira quién está llegando!                      | Ei, mira qui està arribant!                           |
| Sto a nna ar cinema co l amici mia.     | Sto andando al cinema con i miei amici.             | Voy al cine con mis amigos.                         | Vaig al cinema amb els meus amics.                    |
| Ieri me so piato na bira ar bar.        | Ieri ho preso una birra al bar.                     | Ayer tomé una cerveza en el bar.                    | Ahir vaig prendre una birra al bar.                   |
| Ma nsapevi che tu fia ne nnata a scola? | Ma non sapevi che tua figlia non è andata a scuola? | ¿Pero no sabías que tu hija no ha ido a la escuela? | Però no sabies que la teva filla no ha anat a escola? |

## Hablantes de romanesco destacables
- Luciano Gentiletti (poeta)
- Ettore Petrolini (actor)
- Aldo Fabrizi (actor y director)
- Alberto Sordi (actor)
- Nino Manfredi (actor)
- Anna Magnani (actriz)
- Mario Brega  (actor)
- Tomas Milian (actor)
- Elena Fabrizi (actriz, cocinera, conocida como Sora Lella)
- Gigi Proietti (actor, director y cómico)
- Enrico Montesano (actor y cómico)
- Carlo Verdone (actor y director)
- Paolo Di Canio (futbolista y entrenador)
- Sabrina Ferilli (actriz)
- Francesco Totti (futbolista)
- Trilussa (poeta, pseudónimo Carlo Alberto Salustri)
- Giuseppe Gioachino Belli (poeta)
- Pier Paolo Pasolini (escritor, poeta, director de cine)
- Cesare Pascarella (poeta)
- Lando Fiorini (actor y cantante)
- Franco Califano (letrista, músico, cantante y actor)
- Michele Rech (Zerocalcare) (dibujante de cómic, director, actor de voz, actor)